# Арапай
Арапай (алб. Arapaj) — деревня в Албании, юго-восточный пригород морского порта Дуррес, на побережье бухты Дуррес Адриатического моря.  Административно относится к округу (рети) Дуррес области (карке) Дуррес.
Во времена Полибия Диррахиум (ныне Дуррес) снабжался питьевой водой из источника у деревни Арапай. Близ источника у деревни Арапай найдена мраморная плита, содержащая надпись, что император Александр Север отремонтировал водопровод, построенный Адрианом для жителей Диррахиума. Эта плита находится в Париже, в Лувре.

## Базилика архангела Михаила

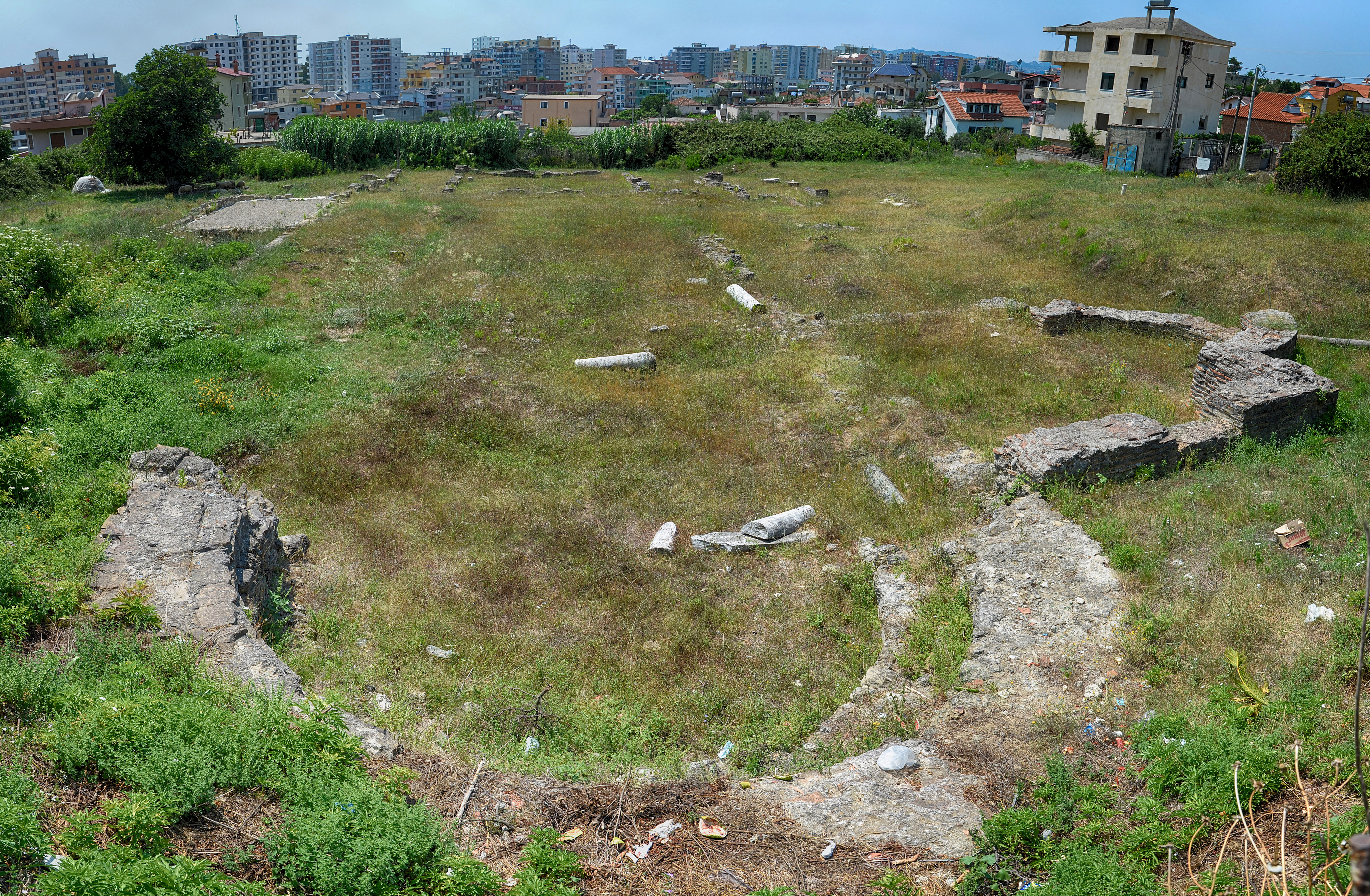
Базилика архангела Михаила в Арапае

В Арапае находится руины раннехристианской базилики архангела Михаила VI века с атриумом и полукруглыми в плане завершениями рукавов трансепта, представляющая большой интерес своей архаичностью и родственностью с императорскими храмами IV века. Это трёхнефная постройка с одной апсидой, разделённая рядами колонн. Сохранилась замечательная мозаика пола. Использовалась до XV века.